# XPm (Inschrift)
XPm ist die Abkürzung einer Inschrift von Xerxes I. (X). Sie wurde in Persepolis (P) entdeckt und von der Wissenschaft mit einem Index (m) versehen. Die Inschrift liegt in altpersischer, elamischer und babylonischer Sprache vor. Sie ist auf mehreren Bruchstücken von Säulenbasen überliefert.

## Inhalt
„Es kündet Xerxes, der König: Diesen Palast habe ich errichtet.“

## Beschreibung
Die Fragmente mit der Inschrift XPm wurden 1951 von Ali Sami in einem kleinen Palast 500 m südwestlich der südlichen Mauer der Persepolis-Terrasse gefunden. Der Palast wurde Xerxes I. zugeordnet. Die Inschriften befanden sich auf den zwei mittleren Säulenbasen von insgesamt zwölf Säulen der Halle. Die Säulen waren in drei Reihen zu jeweils vier Säulen aufgestellt. 1975 wurde die Inschrift von Marie-Joseph Steve veröffentlicht. Nach der Zählung von  Marie-Joseph Steve handelt es sich um 13 Bruchstücke. Die einzelnen Sprachversionen sind einzeilig, wobei die altpersische zuoberst, die elamische in der Mitte und die babylonische Version unten angebracht ist. Der heutige Standort der Fragmente ist unbekannt.
Die Zuweisung der einzelnen Bruchstücke aus den verschiedenen Veröffentlichungen wurden seit der Entdeckung mehrmals geändert. Die Bruchstücke aus der Grabung von Ali Sami Shirazi von 1951 wurden 1978 von Manfred Mayrhofer der Inschrift XPj zugeordnet. Marie-Joseph Steve schlug in seiner Veröffentlichung von 1975 die Bezeichnung XPl vor, die aber bereits von einer anderen Inschrift besetzt war, so dass Manfred Mayrhofer diesen Bruchstücken die Bezeichnung XPm gab. Alle Bruchstücke erhielten im Jahr 2000 wegen des unterschiedlichen archäologischen Kontexts zur Inschrift XPj die Notation XPm.